# Asian Development Tour 2013
De Asian Development Tour 2013 was het vierde seizoen van de Asian Development Tour. Er stonden zeventien golftoernooien op de kalender.
De Order of Merit van dit seizoen werd gewonnen door de Maleisiër Nicholas Fung.

## Kalender
| Einddatum   | Toernooi                         | Land       | Winnaar                | Prijzengeld           | OWGR |
| ----------- | -------------------------------- | ---------- | ---------------------- | --------------------- | ---- |
| 2 februari  | PGM CCM Rahman Putra Masters     | Maleisië   | James Byrne            | RM 200.000 US$ 65.000 | 6    |
| 23 februari | PGM Sime Darby Harvard Masters   | Maleisië   | James Bowen            | RM 200.000 US$ 65.000 | 6    |
| 9 maart     | PGM Northport Glenmarie Masters  | Maleisië   | Danny Chia             | RM 200.000 US$ 65.000 | 6    |
| 13 april    | PGM Maybank Johor Masters        | Maleisië   | Grant Jackson          | RM 200,000 US$ 65.000 | 6    |
| 28 april    | PGM LADA Langkawi Masters        | Maleisië   | Mitsuhiko Hashizume    | RM 200.000 US$ 65.000 | 6    |
| 29 juni     | PGM UMW Templer Park Masters     | Maleisië   | Nicholas Fung          | RM 200.000 US$ 65.000 | 6    |
| 20 juli     | Jakarta Classic                  | Indonesia  | James Bowen            | US$ 60.000            | 6    |
| 27 juli     | Aboitiz Invitational             | Filipijnen | Elmer Salvador         | US$ 65.000            | 6    |
| 3 augustus  | ICTSI Mount Malarayat Classic    | Filipijnen | Sattaya Supupramai     | US$ 60.000            | 6    |
| 10 augustus | Ballantine's Taiwan Championship | Taiwan     | Iain Steel             | US$ 60.000            | 6    |
| 24 augustus | PGM Terengganu Masters           | Maleisië   | Iain Steel             | RM 200.000 US$ 65.000 | 6    |
| 7 september | PGM UMW Sabah Classic            | Maleisië   | Chan Shih-chang        | RM 180.000 US$ 60.000 | 6    |
| 6 oktober   | PGM MNRB Sarawak Masters         | Maleisië   | Jakraphan Premsirigorn | RM 200.000 US$ 65.000 | 6    |
| 3 november  | ADT Chang Hwa Open               | Taiwan     | Hung Chien-yao         | US$ 100.000           | 6    |
| 10 november | PGM MIDF KLGCC Masters           | Maleisië   | Masaru Takahashi       | RM 230.000 US$ 65.000 | 6    |
| 11 januari  | Linc Group Jakarta Invitational  | Indonesië  | Pavit Tangkamolprasert | US$ 60.000            | 6    |

2010 · 2011 · 2012 · 2013 · 2014